# Jane Esdon Brailsford
Jane Esdon Brailsford, geborene Malloch (* 3. April 1874 in Elderslie, Renfrewshire; † 9. April 1937 in Chiswick, London) war eine schottisch-britische Suffragette.

## Leben
Brailsford war eines der sechs Kinder von John Malloch, einem schottischen Baumwollfabrikanten, und seiner Frau Margaret Marion McLeod. Nach dem Besuch des Gymnasiums in Paisley immatrikulierte sie sich 1893 an der Universität Glasgow, wo sie Philosophie und Griechisch studierte, letzteres bei Gilbert Murray, zudem sie eine unerwiderte Liebe gehabt haben soll. Sie war 1896 Mitbegründerin der Glasgow University Fabian Society. Brailsford wurde als eigensinnig und vielversprechende Hegelianerin anerkannt und soll eine bemerkenswerte Schönheit gewesen sein.
Nach Abschluss ihres Studiums im Jahr 1896 studierte sie am Somerville College in Oxford. Henry Brailsford, einer ihrer Tutoren an der Universität Glasgow, drängte sie, ihn nach ihrer Rückkehr aus Somerville zu heiraten, und nach einigem Zögern willigte sie ein. Die Ehe begann mit einer Reise nach Kreta, wo Henry Brailsford als Korrespondent für den Manchester Guardian arbeitete. 1903 reisten das Ehepaar nach Makedonien, wo Henry Brailsford über den Ilinden-Preobraschenie-Aufstand die türkische Herrschaft berichtete und sie eine Hilfsaktion unternahmen. Brailsford unterstützte ihren Mann nicht nur bei der Verteilung von Lebensmitteln und Hilfsgütern, die vom mazedonischen Hilfskomitee gesammelt worden waren, sondern leitete auch ein Krankenhaus in Ohrid, bis ein Typhusanfall sie zur Rückkehr nach England zwang.
Während ihr Mann ein erfolgreicher Journalist wurde, versuchte sich Brailsford ohne Erfolg als Autorin und als Schauspielerin. Sie betrachtete ihre Ehe als Belastung und weigerte sich, Kinder zu bekommen. Die Ehe war insgesamt unglücklich, und es wird behauptet, sie sei gar nicht vollzogen worden.
Brailsford fand ihre Berufung, als sie 1909 erst der National Union of Women’s Suffrage Societies (NUWSS) und dann, ungeduldig wegen der langsamen Fortschritte, der radikaleren Women’s Social and Political Union (WSPU) beitrat. Im September 1909 waren die Suffragetten alarmiert, als sie erfuhren, dass die Regierung begonnen hatte, hungerstreikende Suffragetten im Gefängnis zwangszuernähren. Henry Brailsford kündigte aus Protest bei der Daily News, und am 9. Oktober 1909 bereiteten die Suffragetten sich auf Proteste beim Besuch David Lloyd George in Newcastle upon Tyne vor. Am Vortag gehörte Brailsford zu den zwölf Frauen, die mit Christabel Pankhurst zu demonstrierten.  Mit dabei waren Constance Bulwer-Lytton, Annie Kenney, Kitty Marion, Emily Davison, Lily Asquith, Dorothy Shallard, Ellen Pifield und Dorothy Pethick. Brailsford wurde verhaftet, weil sie eine Axt gegen eine Barrikade geschwungen hatte, die zur Kontrolle der Demonstration vor dem Palace Theatre in Newcastle errichtet worden war. Sie wurde freigelassen, nachdem sie nur drei Tage einer einmonatigen Haftstrafe im Gefängnis verbracht hatte, und es wird vermutet, dass dies daran lag, dass sie die Frau eines bekannten Journalisten war, was sie verärgerte, da sie gehofft hatte, dass ihre Inhaftierung mehr Einfluss auf die liberale Meinung haben würde.
Brailsford war bei der WSPU-Demonstration am 23. Juli 1910 im Hyde Park zur Unterstützung der Conciliation Bill, an der 10.000 Frauen teilnahmen, eine der 150 Rednerinnen auf einer der 40 Bühnen. Ein weiterer Redner war Henry Nevinson, einer enger Freund des Ehepaars Brailsford und zusammen mit Henry Brailsford Gründungsmitglied der neuen Men’s League For Women’s Suffrage. Nevinson hatte Millicent Garrett Fawcett von der gemäßigteren NUWSS überzeugt einen Ausgleich der Frauenwahlrechtlerinnen mit der Politik über ihn zu versuchen.
Bei einer WSPU-Demonstration am 21. November 1911 wurde Brailsford erneut verhaftet und zu sieben Tagen Haft im Holloway Prison verurteilt.
Brailsford vertrat ihrem Temperament entsprechend die zunehmend militante Linie der WSPU. Darüber geriet sie aber im Laufe des Jahres 1912 in Streit mit ihrem Mann. Als aber Frederick und Emmeline Pethick-Lawrence im Oktober wegen ihrer Ablehnung von Gewalt gezwungen wurden, die WSPU zu verlassen, trat sie wegen der Spaltung ebenfalls aus. Sie erlitt einen Zusammenbruch und litt für den Rest ihres Lebens unter Depressionen und Alkoholismus. Sie verließ ihren Mann schließlich 1921, und obwohl er eine neue Partnerin fand, verweigerte sie ihm die Scheidung.
Brailsford starb 1937 in Chiswick an einer Lungenentzündung und Leberzirrhose.